# Martinchu Perugorría en día de romería
Martinchu Perugorría en día de romería és una pel·lícula del País Basc rodada a Bilbao el 1925 per Alejandro Olavarría i la seva productora Vizcaya Films. La pel·lícula estava dividida en quatre parts i comptava amb bandes de música, ballarins i capgrossos. No va tenir gaire èxit comercial.